# Ring 2 (Odense)
 For alternative betydninger, se Ring 2. (Se også artikler, som begynder med Ring 2)
Ring 2 (O2) er en cirka 18 km lang ringvej, der løber rundt om Odense. Ringvejen er med til at lede den tunge trafik uden om centrum og fordele trafikken mod Svendborg, København og Kolding.

## Forløb
Ring 2 forløber ad Rismarksvej, Odinsbro, Ejbygade, Ørbækvej, Munkerisvej, Hunderupgade, Tietgens Allé, Kløvermosevej og Middelfartvej. Ringruten har forbindelse til sekundærruterne 160, 161, 162, 165, 167, 168, 301, 303 og 311, og via sekundærruterne 161 og 168 er der direkte forbindelse til Fynske Motorvej E20, mens der via sekundærrute 301 er direkte forbindelse til Svendborgmotorvejen Primærrute 9 samt Fynske Motorvej E20.